# ラスカー・ドゥベーキー臨床医学研究賞
ラスカー・ドゥベーキー臨床医学研究賞（ラスカー・ドゥベーキーりんしょういがくけんきゅうしょう）は、アルバート・ラスカー医学研究賞の一部門。アメリカ合衆国のラスカー財団によって授与される国際的な医学賞の一つで、患者に対する臨床治療法の改善に貢献した研究者を対象とする。1946年に創設され、2008年にアルバート・ラスカー臨床医学研究賞から改称された。

## 歴代受賞者

### 1940年代
| 年度   | 受賞者 | 受賞者                                             | 国籍                                   | 受賞理由                                                                                 |
| ------ | ------ | -------------------------------------------------- | -------------------------------------- | ---------------------------------------------------------------------------------------- |
| 1946年 |        | ジョン・F・マホーニー John F. Mahoney              | アメリカ合衆国                         | ペニシリンによる梅毒の治療に関する先駆的業績                                             |
| 1946年 |        | カール・ラントシュタイナー Karl Landsteiner        | アメリカ合衆国 · （ オーストリア出身） | 赤血球のRh因子および胎児に対する重要な役割の発見                                         |
| 1946年 |        | アレクサンダー・ウィーナー Alexander S. Wiener     | アメリカ合衆国                         | 赤血球のRh因子および胎児に対する重要な役割の発見                                         |
| 1946年 |        | フィリップ・レビン Philip Levine                   | アメリカ合衆国                         | 赤血球のRh因子および胎児に対する重要な役割の発見                                         |
| 1947年 |        | トーマス・フランシス・ジュニア Thomas Francis Jr.  | アメリカ合衆国                         | インフルエンザに関する知識の拡大、および効果的なワクチンの開発                           |
| 1949年 |        | マックス・タイラー Max Theiler                     | アメリカ合衆国 南アフリカ連邦          | 黄熱に対する効果的なワクチン開発を導いた実験的業績                                       |
| 1949年 |        | エドワード・カルビン・ケンダル Edward C. Kendall   | アメリカ合衆国                         | リウマチ性疾患に対するコルチゾンの治療効果発見をもたらした、副腎皮質ホルモンに関する研究 |
| 1949年 |        | フィリップ・ショウォルター・ヘンチ Philip S. Hench | アメリカ合衆国                         | リウマチ性疾患に対するコルチゾンの治療効果発見をもたらした、副腎皮質ホルモンに関する研究 |

### 1950年代
| 年度   | 受賞者 | 受賞者                                                             | 国籍                      | 受賞理由 |
| ------ | ------ | ------------------------------------------------------------------ | ------------------------- | --- |
| 1950年 |        | ゲオルギオス・パパニコロウ Georgios Papanikolaou                   | アメリカ合衆国 ギリシャ   | 細胞診断によるがんの早期診断法の開発 |
| 1951年 |        | エリーゼ・レスペランス Elise L'Esperance                           | アメリカ合衆国            | 早期癌および前癌病変を発見するための臨床手法の開発 |
| 1951年 |        | キャサリン・マクファーレン Catharine Macfarlane                    | アメリカ合衆国            | 早期癌および前癌病変を発見するための臨床手法の開発 |
| 1951年 |        | ウィリアム・G・レノックス William G. Lennox                        | アメリカ合衆国            | てんかんに関する研究 |
| 1951年 |        | フレデリック・ギブス Frederic A. Gibbs                             | アメリカ合衆国            | てんかんに関する研究 |
| 1952年 |        | コンラッド・エルベージェム Conrad Elvehjem                         | アメリカ合衆国            | 生化学ならびに栄養学に対する顕著な貢献 |
| 1952年 |        | フレデリック・S・マッケイ Frederick Sumner McKay                   | アメリカ合衆国            | 水道水フッ化物添加計画の展開 |
| 1952年 |        | トレンドリー・ディーン H. Trendley Dean                            | アメリカ合衆国            | 水道水フッ化物添加計画の展開 |
| 1953年 |        | ポール・D・ホワイト Paul D. White                                  | アメリカ合衆国            | 心臓病の病理学・診断・治療における多大な功績 |
| 1954年 |        | アルフレッド・ブラロック Alfred Blalock                            | アメリカ合衆国            | 心臓血管外科学における顕著な貢献 |
| 1954年 |        | ヘレン・ブルック・タウシグ Helen B. Taussig                        | アメリカ合衆国            | 心臓血管外科学における顕著な貢献 |
| 1954年 |        | ロバート・E・グロス Robert E. Gross                                | アメリカ合衆国            | 心臓血管外科学における顕著な貢献 |
| 1955年 |        | C・ウォルトン・リレヘイ C. Walton Lillehei                         | アメリカ合衆国            | 心臓外科学の進歩に対する貢献 |
| 1955年 |        | モーリー・コーエン Morley Cohen                                    | カナダ                    | 心臓外科学の進歩に対する貢献 |
| 1955年 |        | ハーバート・ウォーデン Herbert E. Warden                           | アメリカ合衆国            | 心臓外科学の進歩に対する貢献 |
| 1955年 |        | リチャード・L・ヴァルコ Richard L. Varco                           | アメリカ合衆国            | 心臓外科学の進歩に対する貢献 |
| 1955年 |        | エドワード・H・ロビチェク Edward H. Robitzek                       | アメリカ合衆国            | 結核治療に対するイソニアジドの効果の確立 |
| 1955年 |        | アーヴァイン・セリコフ Irving Selikoff                             | アメリカ合衆国            | 結核治療に対するイソニアジドの効果の確立 |
| 1955年 |        | ウォルシュ・マクダーモット Walsh McDermott                         | アメリカ合衆国            | 結核治療に対するイソニアジドの効果の確立 |
| 1955年 |        | カール・マッシェンハイム Carl Muschenheim                          | アメリカ合衆国            | 結核治療に対するイソニアジドの効果の確立 |
| 1955年 |        | ホフマン・ラ・ロシュ研究所 Hoffmann-La Roche Research Laboratories | スイス                    | 結核治療に対するイソニアジドの効果の確立 |
| 1955年 |        | スクイブ医学研究所 Squibb Institute for Medical Research           | アメリカ合衆国            | 結核治療に対するイソニアジドの効果の確立 |
| 1956年 |        | ルイス・カッツ Louis N. Katz                                       | アメリカ合衆国 ロシア出身 | アテローム性動脈硬化症は可逆的で予防可能な代謝性疾患であるとする理論の提唱 |
| 1956年 |        | V・エヴェレット・キンゼイ V. Everett Kinsey                        | アメリカ合衆国            | 未熟児網膜症に関する共同調査における貢献 |
| 1956年 |        | アーナル・パッツ Arnall Patz                                       | アメリカ合衆国            | 未熟児網膜症の原因および予防に関する研究 |
| 1956年 |        | ジョナス・ソーク Jonas Salk                                        | アメリカ合衆国            | 急性灰白髄炎（ポリオ）に対する安全で効果的なワクチンの開発 |
| 1957年 |        | ラストム・ヴァーキル Rustom Jal Vakil                              | インド                    | 高血圧に対する Rauwolfia 属植物由来アルカロイドの効果の研究（ヴァーキル）、 インドジャボク由来アルカロイドであるレセルピンによる精神疾患治療効果の実証（クライン）、 レセルピンに関する研究（ノース）、 クロルプロマジンの治療効果発見を導いた、外科的ショックおよび術後疾患に関する広範な研究（ラボリ）、 精神医学領域へのクロルプロマジンの応用（デニケール）、 および精神疾患に対するクロルプロマジンの治療効果の実証（レーマン） |
| 1957年 |        | ネイサン・S・クライン Nathan S. Kline                              | アメリカ合衆国            | 高血圧に対する Rauwolfia 属植物由来アルカロイドの効果の研究（ヴァーキル）、 インドジャボク由来アルカロイドであるレセルピンによる精神疾患治療効果の実証（クライン）、 レセルピンに関する研究（ノース）、 クロルプロマジンの治療効果発見を導いた、外科的ショックおよび術後疾患に関する広範な研究（ラボリ）、 精神医学領域へのクロルプロマジンの応用（デニケール）、 および精神疾患に対するクロルプロマジンの治療効果の実証（レーマン） |
| 1957年 |        | ロバート・H・ノース Robert H. Noce                                 | アメリカ合衆国            | 高血圧に対する Rauwolfia 属植物由来アルカロイドの効果の研究（ヴァーキル）、 インドジャボク由来アルカロイドであるレセルピンによる精神疾患治療効果の実証（クライン）、 レセルピンに関する研究（ノース）、 クロルプロマジンの治療効果発見を導いた、外科的ショックおよび術後疾患に関する広範な研究（ラボリ）、 精神医学領域へのクロルプロマジンの応用（デニケール）、 および精神疾患に対するクロルプロマジンの治療効果の実証（レーマン） |
| 1957年 |        | アンリ・ラボリ Henri Laborit                                       | フランス                  | 高血圧に対する Rauwolfia 属植物由来アルカロイドの効果の研究（ヴァーキル）、 インドジャボク由来アルカロイドであるレセルピンによる精神疾患治療効果の実証（クライン）、 レセルピンに関する研究（ノース）、 クロルプロマジンの治療効果発見を導いた、外科的ショックおよび術後疾患に関する広範な研究（ラボリ）、 精神医学領域へのクロルプロマジンの応用（デニケール）、 および精神疾患に対するクロルプロマジンの治療効果の実証（レーマン） |
| 1957年 |        | ピエール・デニケール Pierre Deniker                                | フランス                  | 高血圧に対する Rauwolfia 属植物由来アルカロイドの効果の研究（ヴァーキル）、 インドジャボク由来アルカロイドであるレセルピンによる精神疾患治療効果の実証（クライン）、 レセルピンに関する研究（ノース）、 クロルプロマジンの治療効果発見を導いた、外科的ショックおよび術後疾患に関する広範な研究（ラボリ）、 精神医学領域へのクロルプロマジンの応用（デニケール）、 および精神疾患に対するクロルプロマジンの治療効果の実証（レーマン） |
| 1957年 |        | ハインツ・レーマン Heinz Lehmann                                   | カナダ （ ドイツ出身）    | 高血圧に対する Rauwolfia 属植物由来アルカロイドの効果の研究（ヴァーキル）、 インドジャボク由来アルカロイドであるレセルピンによる精神疾患治療効果の実証（クライン）、 レセルピンに関する研究（ノース）、 クロルプロマジンの治療効果発見を導いた、外科的ショックおよび術後疾患に関する広範な研究（ラボリ）、 精神医学領域へのクロルプロマジンの応用（デニケール）、 および精神疾患に対するクロルプロマジンの治療効果の実証（レーマン） |
| 1957年 |        | リチャード・ショープ Richard Shope                                 | アメリカ合衆国            | ヒトと動物の感染症に対する知識の向上、および新たな微生物学的原理の発見 |
| 1958年 |        | ロバート・ウォレス・ウィルキンス Robert Wallace Wilkins            | アメリカ合衆国            | 高血圧の診断治療に関する研究を通じた、心血管疾患の制御に対する貢献 |
| 1959年 |        | ジョン・ディングル John H. Dingle                                  | アメリカ合衆国            | 急性呼吸器病の制御に関する研究 |
| 1959年 |        | ギルバート・ダルドルフ Gilbert Dalldorf                            | アメリカ合衆国            | ウイルスが他のウイルス感染を制御する能力をもつことの証明、およびコクサッキーウイルスの発見 |
| 1959年 |        | ロバート・E・グロス Robert E. Gross                                | アメリカ合衆国            | 先天性心臓奇形の外科手術による治療の成功 |

### 1960年代
| 年度   | 受賞者 | 受賞者                                       | 国籍                             | 受賞理由 |
| ------ | ------ | -------------------------------------------- | -------------------------------- | --- |
| 1960年 |        | カール・P・リンク Karl Paul Link             | アメリカ合衆国                   | 抗凝固薬の開発 |
| 1960年 |        | アーヴィング・ライト Irving S. Wright        | アメリカ合衆国                   | 抗凝固薬の開発 |
| 1960年 |        | エドガー・アレン Edgar Van Nuys Allen        | アメリカ合衆国                   | 抗凝固薬の開発 |
| 1962年 |        | ジョセフ・スマデル Joseph E. Smadel          | アメリカ合衆国                   | リケッチア症におけるクロラムフェニコールの治療効果の実証を含む、ウイルスおよびリケッチア感染への理解に対する貢献   |
| 1963年 |        | マイケル・ドゥベーキー Michael E. DeBakey    | アメリカ合衆国                   | 心臓血管外科学の発展におけるリーダーシップの発揮                                                                   |
| 1963年 |        | チャールズ・ハギンズ Charles B. Huggins      | アメリカ合衆国 （ カナダ出身）   | ヒトと動物の腫瘍を制御する内分泌機能の理解に対する貢献                                                             |
| 1964年 |        | ネイサン・S・クライン Nathan S. Kline        | アメリカ合衆国                   | 重度のうつ病治療におけるイプロニアジドの使用                                                                       |
| 1965年 |        | アルバート・サビン Albert Sabin              | アメリカ合衆国                   | 急性灰白髄炎（ポリオ）予防のための経口生ワクチンの開発                                                             |
| 1966年 |        | シドニー・ファーバー Sidney Farber           | アメリカ合衆国                   | 小児急性白血病に対するアミノプテリンおよびメトトレキサートの使用、および抗がん物質探索におけるリーダーシップの発揮 |
| 1967年 |        | ロバート・A・フィリップス Robert A. Phillips | アメリカ合衆国                   | コレラによる致死の機序解明および静脈内輸液を用いた治療法の開発                                                     |
| 1968年 |        | ジョン・ヘイシャム・ギボン John H. Gibbon    | アメリカ合衆国                   | 人工心肺装置の開発                                                                                                 |
| 1969年 |        | ジョージ・コティアス George Cotzias          | アメリカ合衆国 （ ギリシャ出身） | レボドパ（L-dopa）投与によるパーキンソン病治療効果の実証                                                           |

### 1970年代
| 年度   | 受賞者 | 受賞者                                                | 国籍                             | 受賞理由                                                                             |
| ------ | ------ | ----------------------------------------------------- | -------------------------------- | ------------------------------------------------------------------------------------ |
| 1970年 |        | ロバート・A・グッド Robert A. Good                    | アメリカ合衆国                   | 免疫系に対する理解を深める独創的な貢献                                               |
| 1971年 |        | エドワード・フレイス Edward D. Freis                  | アメリカ合衆国                   | 中等症高血圧に対する薬物療法の効果の実証                                             |
| 1972年 |        | リー・ミンチウ Min Chiu Li                            | アメリカ合衆国 （ 中華民国出身） | 妊娠性絨毛癌に対する化学療法の確立                                                   |
| 1972年 |        | ロイ・ハーツ Roy Hertz                                | アメリカ合衆国                   | 妊娠性絨毛癌に対する化学療法の確立                                                   |
| 1972年 |        | デニス・バーキット Denis P. Burkitt                   | イギリス                         | バーキットリンパ腫の発見                                                             |
| 1972年 |        | ジョセフ・バーチェナル Joseph H. Burchenal            | アメリカ合衆国                   | モデル疾患としてのバーキットリンパ腫の重要性の発見                                   |
| 1972年 |        | ヴィクター・アノマ・ヌグ V. Anomah Ngu                | カメルーン                       | バーキットリンパ腫に対する化学療法の開発                                             |
| 1972年 |        | ジョン・L・ジーグラー John L. Ziegler                 | アメリカ合衆国                   | バーキットリンパ腫化学療法における治癒率の改善                                       |
| 1972年 |        | エドムント・クライン Edmund Klein                     | アメリカ合衆国                   | 皮膚の悪性腫瘍および前癌病変の治療に対する貢献                                       |
| 1972年 |        | エミル・フライ Emil Frei                              | アメリカ合衆国                   | リンパ腫および成人急性白血病に対する複合化学療法の適用                               |
| 1972年 |        | エミル・フライライク Emil J. Freireich                | アメリカ合衆国                   | 複合化学療法およびその患者に対する支援療法における顕著な貢献                         |
| 1972年 |        | ジェームズ・F・ホランド James F. Holland              | アメリカ合衆国                   | 小児急性白血病に対する複合療法の適用                                                 |
| 1972年 |        | ドナルド・ピンケル Donald Pinkel                      | アメリカ合衆国                   | 小児急性白血病に対する複合療法の適用                                                 |
| 1972年 |        | ポール・P・カーボン Paul P. Carbone                   | アメリカ合衆国                   | 小児急性白血病複合療法の進歩における貢献                                             |
| 1972年 |        | ヴィンセント・デヴィータ Vincent DeVita, Jr.          | アメリカ合衆国                   | ホジキンリンパ腫に対する複合療法の適用                                               |
| 1972年 |        | ユージーン・スコット Eugene J. Van Scott              | アメリカ合衆国                   | 菌状息肉腫に対する局所的化学療法の適用                                               |
| 1972年 |        | アイザック・ジェラッシ Isaac Djerassi                 | ブルガリア                       | 化学療法適用患者に対する血小板輸血による支援療法の開発                               |
| 1972年 |        | ゴードン・ズブロド Gordon Zubrod                      | アメリカ合衆国                   | （特別賞）がん化学療法の発展におけるリーダーシップの発揮                             |
| 1973年 |        | ポール・ゾル Paul Zoll                                | アメリカ合衆国                   | 非開胸式徐細動器および心臓ペースメーカーの開発                                       |
| 1973年 |        | ウィリアム・カウエンホーフェン William B. Kouwenhoven | アメリカ合衆国                   | 開胸式・非開胸式徐細動器の開発、および体外心臓マッサージ技術の創始                   |
| 1974年 |        | ジョン・チャンレイ John Charnley                      | イギリス                         | 関節炎および関節障害の治療に新たな地平を拓いた、人工股関節全置換術に対する技術的貢献 |
| 1975年 |        | ゴッドフリー・ハウンズフィールド Godfrey Hounsfield   | イギリス                         | 放射線診断学に革命をもたらしたコンピュータ断層撮影（CT）技術の発見                   |
| 1975年 |        | ウィリアム・オルデンドルフ William H. Oldendorf       | アメリカ合衆国                   | 放射線診断学における革命的発見                                                       |
| 1976年 |        | レイモンド・アールキスト Raymond Ahlquist             | アメリカ合衆国                   | プロプラノロールの開発に道を開いた、αおよびβ受容体に関する概念の確立                 |
| 1976年 |        | ジェームス・ブラック James W. Black                   | イギリス                         | 心臓病治療におけるプロプラノロールの開発                                             |
| 1977年 |        | インゲ・エドラー Inge Edler                           | スウェーデン                     | 非侵襲的診断法としての超音波検査の臨床応用                                           |
| 1977年 |        | カール・ヘルムート・ヘルツ Carl Hellmuth Hertz        | ドイツ                           | 医学領域における超音波検査法の開発                                                   |
| 1978年 |        | ロバート・オーストリアン Robert Austrian              | アメリカ合衆国                   | 莢膜多糖体ワクチンによる肺炎球菌感染予防効果の実証                                   |
| 1978年 |        | エミル・C・ゴットシュリッヒ Emil C. Gotschlich        | アメリカ合衆国 （ ドイツ出身）   | 髄膜炎菌感染を予防する莢膜多糖体ワクチンの開発およびその効果の実証                   |
| 1978年 |        | マイケル・ハイデルベルガー Michael Heidelberger       | アメリカ合衆国                   | 莢膜多糖体ワクチン開発の基礎を築いた免疫化学的研究                                   |

### 1980年代
| 年度   | 受賞者 | 受賞者                                                 | 国籍                                   | 受賞理由 |
| ------ | ------ | ------------------------------------------------------ | -------------------------------------- | --- |
| 1980年 |        | シリル・クラーク Cyril Clarke                          | イギリス                               | Rh因子の遺伝学的解析および新生児溶血性疾患との関連を示す基礎的研究                                                                   |
| 1980年 |        | ロナルド・フィン Ronald Finn                           | イギリス                               | 胎児が母親の免疫系から保護される機構、およびRh因子関連疾患の発生機序の解明                                                           |
| 1980年 |        | ヴィンセント・フリーダ Vincent Freda                   | アメリカ合衆国                         | 新生児溶血性疾患を予防する抗Rhワクチン開発における臨床研究                                                                           |
| 1980年 |        | ジョン・G・ゴーマン John G. Gorman                     | アメリカ合衆国 （ オーストラリア出身） | 抗Rhワクチン開発における免疫学的洞察                                                                                                 |
| 1980年 |        | ウィリアム・ポラック William Pollack                   | アメリカ合衆国 （ イギリス出身）       | 抗Rhワクチン開発における免疫学的知識ならびに薬学的理解への貢献                                                                       |
| 1981年 |        | ルイス・ソコロフ Louis Sokoloff                        | アメリカ合衆国                         | 中枢神経系ネットワークにおける生化学的活動を視覚化する手法（2DG法）の開発                                                            |
| 1982年 |        | ロスコー・ブレイディ Roscoe Brady                      | アメリカ合衆国                         | 効果的な遺伝カウンセリング手法の開発、および欠損酵素の置換による治療法の検討                                                         |
| 1982年 |        | エリザベス・F・ニューフェルド Elizabeth F. Neufeld     | アメリカ合衆国                         | ある種の遺伝性リソソーム蓄積症の分子的基盤の解明および診断法の確立                                                                   |
| 1983年 |        | F・メイソン・ソーンズ F. Mason Sones                   | アメリカ合衆国                         | 冠動脈疾患の診断治療に新時代をもたらした、心臓カテーテル法と冠動脈造影の複合技術開発                                                 |
| 1984年 |        | ポール・ラウターバー Paul Lauterbur                    | アメリカ合衆国                         | 核磁気共鳴画像法（MRI）の開発における理論的・技術的貢献                                                                              |
| 1985年 |        | バーナード・フィッシャー Bernard Fisher                | アメリカ合衆国                         | 生存率の改善およびQOLの向上をもたらした、乳がん治療法の確立                                                                          |
| 1986年 |        | マイロン・エセックス Myron Essex                       | アメリカ合衆国                         | ヒトの免疫系に対するレトロウイルス感染の影響に関する研究                                                                             |
| 1986年 |        | ロバート・ギャロ Robert Gallo                          | アメリカ合衆国                         | 後天性免疫不全症候群（AIDS）の原因が、（現在はHIV-1として知られる）レトロウイルスの1種であることの特定                               |
| 1986年 |        | リュック・モンタニエ Luc Montagnier                    | フランス                               | 後にAIDSの原因であることが判明するレトロウイルスの検出                                                                               |
| 1987年 |        | モーゲンス・スコー Mogens Schou                        | デンマーク                             | 精神病治療に革命をもたらした、躁鬱病に対するリチウムの予防治療効果に関する臨床試験                                                   |
| 1988年 |        | ヴィンセント・ドール Vincent Dole                      | アメリカ合衆国                         | 麻薬中毒の生理学的機序に関する研究、およびヘロイン中毒の治療薬・メサドンの開発                                                       |
| 1989年 |        | エティエンヌ＝エミール・ボリュー Étienne-Émile Baulieu | フランス                               | ステロイドホルモンの生合成・代謝・受容体に関する幅広い研究、および効果的かつ安全性の高い妊娠中絶薬・ミフェプリストン（RU-486）の開発 |

### 1990年代
| 年度   | 受賞者 | 受賞者                                                        | 国籍                                         | 受賞理由                                                                                               |
| ------ | ------ | ------------------------------------------------------------- | -------------------------------------------- | --- |
| 1991年 |        | 簡悦威（ユエ・W・カン） Yuet W. Kan                           | アメリカ合衆国 カナダ（ イギリス領香港出身） | ヒト遺伝学の発展における顕著な貢献、特に組換えDNA技術を用いたヘモグロビン異常症の研究                  |
| 1993年 |        | ドナルド・メトカーフ Donald Metcalf                           | オーストラリア                               | がんおよび造血系疾患の治療に用いられるサイトカイン、コロニー刺激因子の発見                             |
| 1994年 |        | ジョン・A・クレメンツ John A. Clements                        | アメリカ合衆国                               | 肺サーファクタントの機能に関する研究、およびサーファクタント製剤による新生児呼吸窮迫症候群治療法の開発 |
| 1995年 |        | バリー・マーシャル Barry Marshall                             | オーストラリア                               | 消化性潰瘍の原因であるヘリコバクター・ピロリの発見                                                     |
| 1996年 |        | ポーター・W・アンダーソン Porter W. Anderson Jr.              | アメリカ合衆国                               | インフルエンザ菌b型（Hib）感染の発生を激減させた、効果的なワクチン（Hibワクチン）の開発および製品化    |
| 1996年 |        | デイヴィッド・H・スミス David H. Smith                        | アメリカ合衆国                               | インフルエンザ菌b型（Hib）感染の発生を激減させた、効果的なワクチン（Hibワクチン）の開発および製品化    |
| 1996年 |        | ジョン・B・ロビンス John B. Robbins                           | アメリカ合衆国                               | インフルエンザ菌b型（Hib）感染の発生を激減させた、効果的なワクチン（Hibワクチン）の開発および製品化    |
| 1996年 |        | レイチェル・シュネールソン Rachel Schneerson                  | アメリカ合衆国 （ ポーランド出身）           | インフルエンザ菌b型（Hib）感染の発生を激減させた、効果的なワクチン（Hibワクチン）の開発および製品化    |
| 1997年 |        | アルフレッド・ソマー Alfred Sommer                            | アメリカ合衆国                               | 第三世界の子供たちにおける失明や感染死を、低用量のビタミンA摂取によって予防できることの証明            |
| 1998年 |        | アルフレッド・ジョージ・クヌードソンJr Alfred G. Knudson, Jr. | アメリカ合衆国                               | がんの原因となる遺伝子異常の同定、および分子レベルでのがん診断に関する研究                             |
| 1998年 |        | ピーター・C・ノウェル Peter C. Nowell                         | アメリカ合衆国                               | がんの原因となる遺伝子異常の同定、および分子レベルでのがん診断に関する研究                             |
| 1998年 |        | ジャネット・ラウリー Janet Rowley                             | アメリカ合衆国                               | がんの原因となる遺伝子異常の同定、および分子レベルでのがん診断に関する研究                             |
| 1999年 |        | デイヴィッド・クッシュマン David Cushman                      | アメリカ合衆国                               | タンパク質の構造に基づいた創薬手法の開拓、および高血圧などの治療に絶大な効果を発揮したACE阻害薬の開発  |
| 1999年 |        | ミゲル・オンデッティ Miguel Ondetti                           | アルゼンチン                                 | タンパク質の構造に基づいた創薬手法の開拓、および高血圧などの治療に絶大な効果を発揮したACE阻害薬の開発  |

### 2000年代
| 年度   | 受賞者 | 受賞者                                         | 国籍                             | 受賞理由 |
| ------ | ------ | ---------------------------------------------- | -------------------------------- | --- |
| 2000年 |        | ハーベイ・オルター Harvey J. Alter             | アメリカ合衆国                   | C型肝炎ウイルスの発見を導いた先駆的業績、および輸血による感染のリスクを劇的に減少させた検査法の開発                     |
| 2000年 |        | マイケル・ホートン Michael Houghton            | イギリス                         | C型肝炎ウイルスの発見を導いた先駆的業績、および輸血による感染のリスクを劇的に減少させた検査法の開発                     |
| 2001年 |        | ロバート・G・エドワーズ Robert G. Edwards      | イギリス                         | 不妊治療に革命をもたらした体外受精技術の開発                                                                            |
| 2002年 |        | ウィレム・コルフ Willem J. Kolff               | アメリカ合衆国 （ オランダ出身） | 多数の腎臓病患者を延命させた、人工透析治療の開発                                                                        |
| 2002年 |        | ベルディング・スクリブナー Belding H. Scribner | アメリカ合衆国                   | 多数の腎臓病患者を延命させた、人工透析治療の開発                                                                        |
| 2003年 |        | マーク・フェルドマン Marc Feldmann             | オーストラリア                   | 関節リウマチおよび他の自己免疫疾患に対し効果を発揮する、抗TNF抗体治療法の発見                                           |
| 2003年 |        | ラヴィンダー・マイニ Ravinder N. Maini         | イギリス （ インド出身）         | 関節リウマチおよび他の自己免疫疾患に対し効果を発揮する、抗TNF抗体治療法の発見                                           |
| 2004年 |        | チャールズ・ケルマン Charles Kelman            | アメリカ合衆国                   | 合併症の頻度を抑えるとともに通院治療を可能にした、白内障手術療法の劇的な改良                                            |
| 2005年 |        | アレック・ジェフリーズ Alec Jeffreys           | イギリス                         | ヒト遺伝学や法医学診断のあり方を大きく変化させた強力な手法、サザンブロッティングおよびDNAフィンガープリンティングの開発 |
| 2005年 |        | エドウィン・サザン Edwin Southern              | イギリス                         | ヒト遺伝学や法医学診断のあり方を大きく変化させた強力な手法、サザンブロッティングおよびDNAフィンガープリンティングの開発 |
| 2006年 |        | アーロン・ベック Aaron T. Beck                 | アメリカ合衆国                   | 精神疾患への理解および治療に変革をもたらした、認知療法の開発                                                            |
| 2007年 |        | アラン・シャルパンティエ Alain Carpentier      | フランス                         | 多くの心臓病患者の寿命を延長させた、人工弁の開発                                                                        |
| 2007年 |        | アルバート・スタール Albert Starr              | アメリカ合衆国                   | 多くの心臓病患者の寿命を延長させた、人工弁の開発                                                                        |
| 2008年 |        | 遠藤章 Akira Endo                              | 日本                             | 心血管疾患の予防・治療に革命的な効果をもたらした脂質降下薬、スタチンの発見                                              |
| 2009年 |        | ブライアン・ドラッカー Brian Druker            | アメリカ合衆国                   | 慢性骨髄性白血病に対する効果的な分子標的治療法の開発                                                                    |
| 2009年 |        | ニコラス・ライドン Nicholas Lydon              | イギリス                         | 慢性骨髄性白血病に対する効果的な分子標的治療法の開発                                                                    |
| 2009年 |        | チャールズ・ソーヤーズ Charles L. Sawyers      | アメリカ合衆国                   | 慢性骨髄性白血病に対する効果的な分子標的治療法の開発                                                                    |

### 2010年代
| 年度   | 受賞者 | 受賞者                                           | 国籍           | 受賞理由 |
| ------ | ------ | ------------------------------------------------ | -------------- | --- |
| 2010年 |        | ナポレオーネ・フェラーラ Napoleone Ferrara       | イタリア       | 血管新生の主要な調節因子である血管内皮細胞増殖因子（VEGF）の発見、および加齢黄斑変性に対する抗VEGF阻害剤による治療法の開発 |
| 2011年 |        | 屠呦呦 Tu Youyou                                 | 中国           | 特に開発途上国において多くの人命を救った抗マラリア薬、アーテミシニンの発見                                                 |
| 2012年 |        | ロイ・Y・カーン Roy Calne                        | イギリス       | 何千人もの末期肝臓病患者に通常の生活を取り戻した、肝臓移植技術の開発                                                       |
| 2012年 |        | トーマス・スターツル Thomas E. Starzl            | アメリカ合衆国 | 何千人もの末期肝臓病患者に通常の生活を取り戻した、肝臓移植技術の開発                                                       |
| 2013年 |        | グレイム・クラーク Graeme M. Clark               | オーストラリア | 高度難聴患者に聴覚を与えた、近代的な人工内耳の開発                                                                         |
| 2013年 |        | インゲボルグ・ホフマイヤー Ingeborg Hochmair     | オーストリア   | 高度難聴患者に聴覚を与えた、近代的な人工内耳の開発                                                                         |
| 2013年 |        | ブレーク・ウィルソン Blake S. Wilson             | アメリカ合衆国 | 高度難聴患者に聴覚を与えた、近代的な人工内耳の開発                                                                         |
| 2014年 |        | アリム・ルイ・ベナビッド Alim Louis Benabid      | フランス       | パーキンソン病患者に振戦の軽減と運動機能回復をもたらした外科技術、脳深部刺激療法の開発                                     |
| 2014年 |        | マーロン・デロング Mahlon R. DeLong              | アメリカ合衆国 | パーキンソン病患者に振戦の軽減と運動機能回復をもたらした外科技術、脳深部刺激療法の開発                                     |
| 2015年 |        | ジェームズ・P・アリソン James P. Allison         | アメリカ合衆国 | がんに対抗するための免疫系の抑制を解除する、免疫療法の発見と開発                                                           |
| 2016年 |        | ラルフ・バルテンシュラーゲル Ralf Bartenschlager | ドイツ         | C型肝炎ウイルス複製機構を研究するためのシステム構築および画期的な治療法開発への応用                                        |
| 2016年 |        | チャールズ・ライス Charles M. Rice               | アメリカ合衆国 | C型肝炎ウイルス複製機構を研究するためのシステム構築および画期的な治療法開発への応用                                        |
| 2016年 |        | マイケル・ソフィア Michael J. Sofia              | アメリカ合衆国 | C型肝炎ウイルス複製機構を研究するためのシステム構築および画期的な治療法開発への応用                                        |
| 2017年 |        | ダグラス・ローウィ Douglas R. Lowy               | アメリカ合衆国 | ヒトパピローマウイルスによる子宮頸癌を予防するためのHPVワクチンの開発を可能にした技術的進歩                                |
| 2017年 |        | ジョン・シラー John T. Schiller                  | アメリカ合衆国 | ヒトパピローマウイルスによる子宮頸癌を予防するためのHPVワクチンの開発を可能にした技術的進歩                                |
| 2018年 |        | ジョン・B・グレン John B. Glen                   | イギリス       | 速やかな導入効果と覚醒作用を示し、世界で最も広く使用される麻酔剤となったプロポフォールの発見と開発                         |
| 2019年 |        | マイケル・シェパード H. Michael Shepard          | アメリカ合衆国 | モノクローナル抗体による最初の抗がん剤であるハーセプチンの発明、および乳癌治療法としての開発                               |
| 2019年 |        | デニス・スレイモン Dennis J. Slamon              | アメリカ合衆国 | モノクローナル抗体による最初の抗がん剤であるハーセプチンの発明、および乳癌治療法としての開発                               |
| 2019年 |        | アクセル・ウルリッヒ Axel Ullrich                | ドイツ         | モノクローナル抗体による最初の抗がん剤であるハーセプチンの発明、および乳癌治療法としての開発                               |

### 2020年代
| 年度   | 受賞者 | 受賞者                                          | 国籍                                     | 受賞理由                                                                                                  |
| ------ | ------ | ----------------------------------------------- | ---------------------------------------- | --- |
| 2021年 |        | カリコー・カタリン Katalin Karikó               | アメリカ合衆国 · （ ハンガリー出身）     | 非常に効果的なCOVID-19ワクチンの迅速な開発を可能にした、メッセンジャーRNAの修飾による新しい治療技術の開発 |
| 2021年 |        | ドリュー・ワイスマン Drew Weissman              | アメリカ合衆国                           | 非常に効果的なCOVID-19ワクチンの迅速な開発を可能にした、メッセンジャーRNAの修飾による新しい治療技術の開発 |
| 2022年 |        | 盧煜明（デニス・ロー） Dennis Yuk Ming Lo       | 香港                                     | ダウン症の非侵襲的な出生前診断を可能にした、母体血中の胎児由来DNAの発見                                   |
| 2023年 |        | ジェームズ・フジモト James Fujimoto             | アメリカ合衆国                           | 視力を損なう網膜の病気の迅速な検出を可能にし、眼科に革命をもたらした光干渉断層計（OCT）の開発             |
| 2023年 |        | デイヴィッド・ファン w:David Huang              | アメリカ合衆国 （ 中華民国（台湾）出身） | 視力を損なう網膜の病気の迅速な検出を可能にし、眼科に革命をもたらした光干渉断層計（OCT）の開発             |
| 2023年 |        | エリック・A・スワンソン                         | アメリカ合衆国                           | 視力を損なう網膜の病気の迅速な検出を可能にし、眼科に革命をもたらした光干渉断層計（OCT）の開発             |
| 2024年 |        | ジョエル・ハベナー Joel Habener                 | アメリカ合衆国                           | 肥満治療に革命をもたらしたGLP-1受容体作動薬の発見と開発                                                   |
| 2024年 |        | ロッテ・ビエレ・クヌーセン Lotte Bjerre Knudsen | デンマーク                               | 肥満治療に革命をもたらしたGLP-1受容体作動薬の発見と開発                                                   |
| 2024年 |        | スヴェトラーナ・モイソフ Svetlana Mojsov        | アメリカ合衆国 （ 北マケドニア出身）     | 肥満治療に革命をもたらしたGLP-1受容体作動薬の発見と開発                                                   |

国籍欄に二つ表示のある者は二重国籍者。